# Jacopo della Quercia
Jacopo della Quercia, född omkring 1374 i Quercegrossa, död 20 oktober 1438 i Siena, var en italiensk skulptör.

## Biografi
Jacopo della Quercia föddes i närheten av Siena. Han var son till guldsmeden Pietro d'Angelo, som uppfostrade honom i sitt
yrke. Jacopo gick snart sin egen väg och blev en av Italiens främsta konstnärer. Han uppförde 1406 Fonte Gaia på Piazza del Campo i Siena. Hans andra stora arbete i Siena var en dopfunt i kyrkan San Giovanni (1416–1430), en sexkantig skål, ur vilken höjer sig en tornartad uppbyggnad. Den smyckades med reliefer i brons, bilder ur Johannes Döparens liv, tre av dem av Jacopo och dennes lärjungar, två av Lorenzo Ghiberti och en av Donatello. Bland hans övriga verk märks portrelieferna till San Petronio i Bologna – Evas skapelse, utförd 1425–1438. 

## Bilder
| - Västra sidan av Fonte Gaia i Siena med Adams skapelse. - Gravmonument över Ilaria del Carretto i Luccas katedral. - Gravmonument över Lorenzo Trenta i San Frediano i Lucca. |